# Transidentité en Iran
Avant la révolution islamique de 1979, le sujet de la transidentité en Iran n'avait jamais été officiellement traité par le gouvernement. Cependant, au début des années 1980, les personnes transgenres ont été officiellement reconnues par le gouvernement et autorisées à bénéficier d'opérations chirurgicales.

## Histoire

### Avant 1979
En 1963, l'Ayatollah Rouhollah Khomeini a écrit un livre dans lequel il dit qu'il n'existe aucune restriction religieuse vis-à-vis de la chirurgie corrective. Cependant, ce livre ne concerne que la transidentité, et à cette époque, Khomeini était un révolutionnaire radical anti-Shah ; et ses fatwas n'avaient aucun poids sur le gouvernement impérial, qui n'avait aucune politique spécifique vis-à-vis des personnes transgenres.

### Après la révolution
Le nouveau gouvernement religieux qui s'est établi après la révolution de 1979 a classé les personnes trans et les travestis avec les gays et les lesbiennes, qui étaient condamnés par l'Islam et risquaient le fouet et la mort d'après le code pénal iranien.
Une des premières activistes pour les droits des personnes transgenres est Maryam Khatoun Molkara, une femme trans. Avant la révolution, elle ne pouvait pas se permettre la chirurgie. De plus, elle souhaitait avoir une autorisation religieuse. En 1975, elle écrit à Khomeini, alors exilé, qui était sur le point de devenir le leader de la révolution. Après la révolution, elle fut licenciée, reçut des injections forcées d'hormones mâles et fut placée dans une institution. Elle fut plus tard relâchée avec l'aide de ses relations et continua à influer sur d'autres dirigeants. Quand Khomeini fut revenu en Iran, elle alla le voir. Au début, elle fut arrêtée et battue par ses gardes, mais Khomeini lui donna ensuite une lettre l'autorisant à se faire opérer afin de changer de sexe. Cette lettre devint par la suite la fatwa autorisant de telles opérations en Iran.

### Bombardements de la prison d'Evin par Israël
En juin 2025, Israël bombarde la prison d'Evin, où sont enfermées de nombreuses personnes trans. Une centaine d'entre elles sont alors portées disparues et présumées mortes dans l'attaque.

## Droits
La fatwa originelle de Khomeini a depuis été confirmée par l'actuel guide suprême de l'Iran, l'Ayatollah Ali Khamenei, et est aussi soutenue par de nombreux membres du clergé iranien. Cependant, il existe toujours des préjugés forts vis-à-vis de la transidentité dans la société iranienne, et il est conseillé[Par qui ?] à la plupart des personnes trans ayant été opérées de rester discrètes sur leur transidentité. Une fois qu'une personne transgenre a bénéficié d'une chirurgie de réattribution sexuelle, elle obtient un changement sur ses papiers d'identité. Tous les documents légaux, comme les certificats de naissance et les passeports, sont modifiés selon l'opération effectuée.
L'Hojatoleslam Kariminia, un membre du clergé de niveau moyen qui est en faveur des droits des personnes trans, a déclaré qu'il souhaite « suggérer que le droit des transsexuels à changer de sexe est un droit de l'homme » et qu'il essaie « de présenter les transsexuels aux gens à travers [son] travail et faire disparaitre les stigmates ou insultes attachés à ces individus ».
Un rapport du Haut Commissariat des Nations unies pour les réfugiés (HCR) de 2001 dit que la chirurgie de changement de sexe est fréquemment et ouvertement menée en Iran, et que les homosexuels et les travestis sont en sécurité tant qu'ils gardent profil bas. Cependant, le rapport du projet Safra en 2004 considère que le rapport du HCR est trop optimiste. Le rapport Safra suggère que le HCR a sous-estimé la pression légale sur les personnes LGBTI+. Le rapport déclare de plus qu'il n'est pas possible actuellement pour les personnes transgenres de choisir de ne pas subir de chirurgie — si on leur accorde le droit de changer de sexe, il est attendu qu'ils le fassent immédiatement. Ceux qui ne veulent pas se faire opérer (ainsi que ceux qui se travestissent ou ne définissent pas leur genre) sont considérés comme étant de leur genre assigné à la naissance, et, en tant que tels, peuvent être soumis à harcèlement pour le fait d'être homosexuels[pas clair] et sont donc sujets aux mêmes lois interdisant les actes homosexuels.

### Filmographie
- Juste une femme, documentaire de Mitra Farahani ;
- Une femme iranienne ou Facing Mirrors (persan : آینه‌های روبرو, Aynehaye Rooberoo),  film dramatique iranien coécrit et réalisé par Negar Azarbayjani, sorti en 2011.